# Île Curtis (Queensland)
Pour les articles homonymes, voir Île Curtis et Curtis.
L'île Curtis est une île australienne située à proximité des côtes du Queensland, au nord de la ville de Gladstone et au sud-est de la ville de Rockhampton. Elle se trouve en mer de Corail.

## Histoire
L'île est découverte par le capitaine James Cook au cours d'une exploration de la côte le 25 mai 1770. En 1802, Matthew Flinders la baptise du nom de l'amiral Sir Roger Curtis.
Dans les années 1950, les autorités australiennes ont pour projet de transférer la population de Nauru, île surpeuplée et ravagée par l'exploitation du phosphate, en premier lieu sur l'île Fraser puis sur l'île Curtis. À cette fin, une délégation menée par le représentant des Nauruans Hammer DeRoburt est envoyée sur l'île pour étudier cette possibilité. Ils ont alors la surprise de constater que ce territoire est lui aussi la cible d'une exploitation minière visant à extraire les sables de rutile. Ce projet échoue et est définitivement rejeté en 1964 à cause du refus australien d'accorder l'indépendance aux Nauruans qui auraient dû se contenter d'une autonomie au sein du Commonwealth d'Australie,.

## Géographie

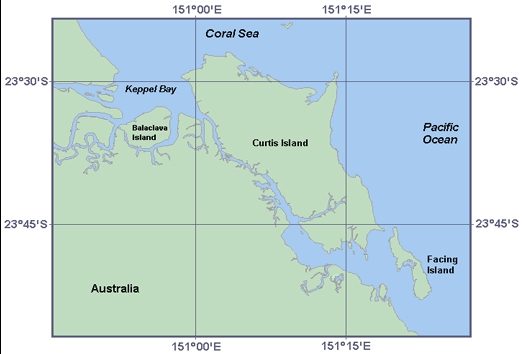
Carte de localisation.

L'île Curtis, de forme allongée selon un axe nord-nord-ouest-sud-sud-ouest, mesure quarante kilomètres de longueur et vingt de largeur. Elle est entourée au sud-est par l'île Facing, au sud par la rade de Gladstone, à l'ouest par les côtes du Queensland et au nord et à l'est par la mer de Corail. Elle fait partie du conseil d'administration locale de Gladstone.
La pluviométrie connaît une saison sèche durant l'hiver austral où les précipitations descendent en dessous de 50 mm et une saison humide pendant l'été austral durant laquelle les précipitations triplent. Ces pluies alimentent plusieurs rivières dont les plus importantes sont la Boat Creek, la Middle Creek et la Badger Creek. Elles permettent aussi la présence de forêts d'eucalyptus et de mangroves qui couvrent la majorité de la superficie de l'île, le reste étant occupé par des prairies et broussailles ainsi que des zones humides. Aucune surface de l'île n'est cultivée ou mise en pâturage.
Très peu peuplée au regard de sa superficie, le seul endroit habité, South End situé à l'extrémité Sud de l'île, ne compte que seize habitants en 2001.

## Parc national
L'île Curtis abrite plusieurs parcs et réserves naturelles qui couvrent une majorité de la superficie de l'île, principalement au centre et au nord : parc national de l'île Curtis, parc de conservation de l'île Garden, parc de conservation de l'île Curtis, forêt d'État de l'île Curtis et forêt d'État du Nord de l'île Curtis.